# Rosendale (Wisconsin)
Rosendale é uma vila localizada no estado norte-americano de Wisconsin, no Condado de Fond du Lac.

## Demografia
Segundo o censo norte-americano de 2000, a sua população era de 923 habitantes.
Em 2006, foi estimada uma população de 1019, um aumento de 96 (10.4%).

## Geografia
De acordo com o United States Census Bureau tem uma área de
2,9 km², dos quais 2,9 km² cobertos por terra e 0,0 km² cobertos por água. Rosendale localiza-se a aproximadamente 281 m acima do nível do mar.

## Localidades na vizinhança
O diagrama seguinte representa as localidades num raio de 20 km ao redor de Rosendale.